# Emsländische Geschichte

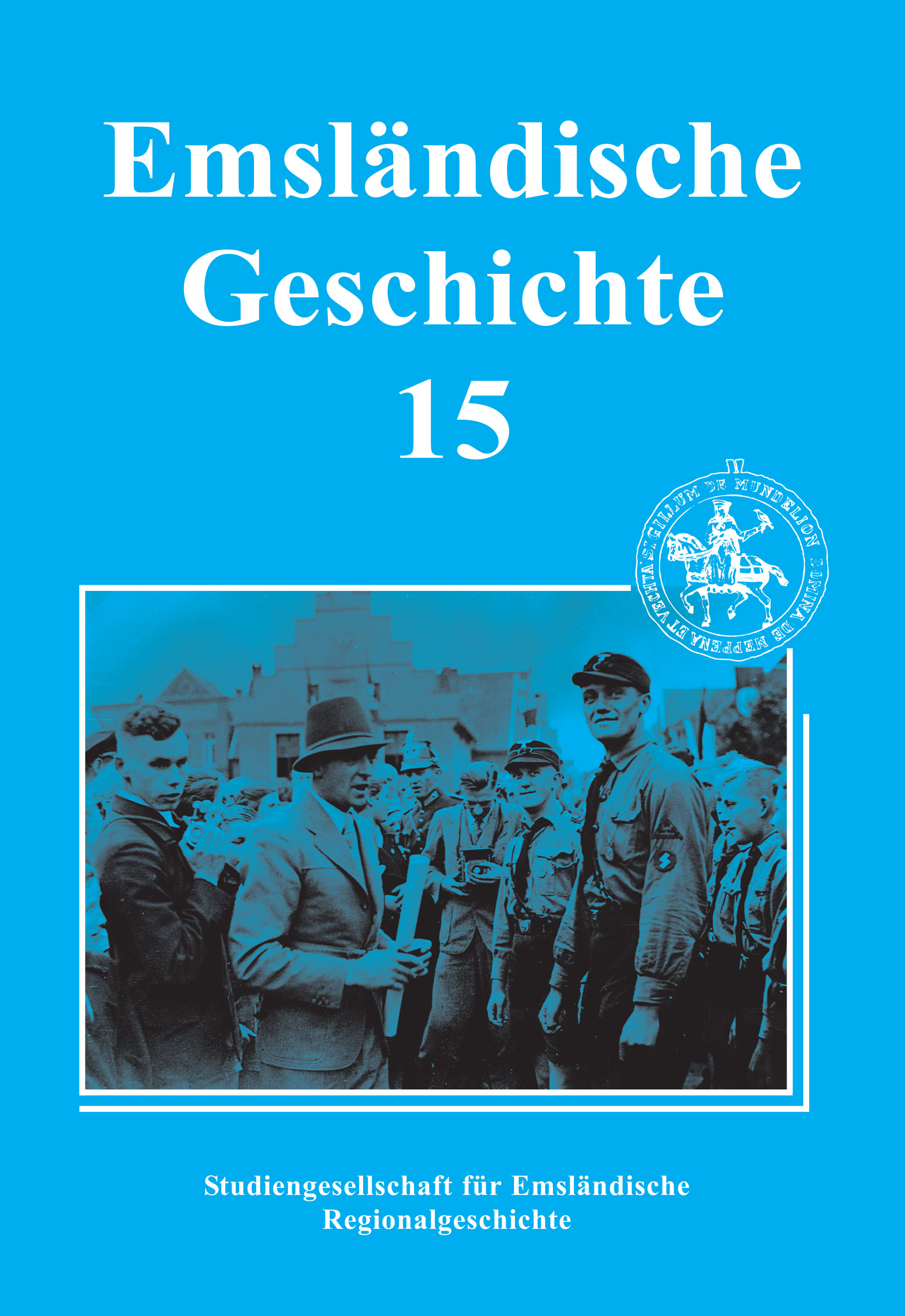

Die Emsländische Geschichte ist eine regionalwissenschaftliche Zeitschrift, die seit 1991 von der 1989 gegründeten Studiengesellschaft für Emsländische Regionalgeschichte herausgegeben wird. Die Reihe erscheint – mit einigen Unterbrechungen in den Anfangsjahren – jährlich zum Jahresende.

## Die Redaktion
Das erste Redaktionsteam bildeten der Vorsitzende Stefan Remme und Uwe Eissing. Zum Band 2 stieß Paul Thoben hinzu. Die Bände 3 und 4 wurden von Uwe Eissing und Christof Haverkamp erstellt. Für den Band 5 kam Remme wieder in das Herausgabeteam. Zum Band 6 trat für Uwe Eissing Helmut Lensing in die Redaktion ein. Zum Band 8 schied Remme aus dem Herausgabeteam aus und Paul Thoben trat wieder in die Redaktion ein, wobei Helmut Lensing die Leitung des Redaktionsteams übernahm. Seit dem Band 13 erstellen Helmut Lensing, Christof Haverkamp und Heinz Kleene die Bände dieser Reihe.

## Herausgabeort und Verlag
Der ersten beiden Bände der Emsländischen Geschichte erschienen im Fehn-Verlag Joh. Eissing in Papenburg und die Bände 3 und 4 im Verlag Edition Temmen in Bremen. Seit dem Band 5 wird die Emsländische Geschichte im Eigenverlag der Studiengesellschaft für Emsländische Regionalgeschichte publiziert, zunächst mit Sitz in Meppen, ab Band 5 in Dohren und seit dem Band 8 (2000) in Haselünne. Mit der Zusammenarbeit mit der Emsländischen Landschaft wurde der Sitz 2021 nach Meppen verlegt.

## Themen der Reihe
Die Emsländische Geschichte befasst sich mit der Vergangenheit der Region Emsland/Grafschaft Bentheim und deren Beziehungen zu den Nachbarregionen, so dass hier ebenfalls Artikel zu den Verbindungen des Raumes mit den Niederlanden, Ostfriesland, dem Oldenburger Münsterland, dem Osnabrücker Land und dem Münsterland zu finden sind. Überwogen in den ersten Bänden noch genealogische Beiträge, so weitete sich seitdem ständig die Themenpalette. Beispielsweise werden in der Reihe kommentierte Quellen abgedruckt, wie z. B. Kriegstagebücher für die Städte Schüttorf und Haselünne, Berichte der örtlichen Pfarrer über die NS-Zeit in den katholischen Kirchengemeinden Meppen und Lingen oder ebenfalls kommentierte Zeitabschnitte aus Schulchroniken des Emslandes und der Grafschaft Bentheim. Abgedruckt werden des Weiteren Dissertationen sowie schulische und universitäre Abschlussarbeiten. So wurden Arbeiten über Zwangssterilisationen im Bentheimer Land in der NS-Zeit (Band 15), über Hümmlinger vor dem Reichskammergericht (Band 15), über das deutsch-niederländische Verhältnis nach 1945 mit besonderem Blick auf die Grafschaft Bentheim (Band 18), die Spanische Grippe (Band 21/2014), über kindliche Wahrnehmung der Kämpfe zum Kriegsende 1945 im Raum Lingen (23/2016) und über verschiedene Aspekte des Ersten Weltkriegs (ab Bd. 26) veröffentlicht. In den letzten Jahren waren Forschungen zur NS-Zeit Schwerpunkte, so über einen emsländischen Eugeniker am Berliner Gesundheitsamt (27/2020), über die NS-Karriere des Lingener Bürgermeisters Erich Plesse, der später an der Parteikanzlei in München arbeitete (28/2021), über die Hilfeleistungen von Victoria zu Bentheim und Steinfurt für eine jüdische Familie (28/2021), über die Emslandlager in der Wahrnehmung der lokalen Bevölkerung (30/2023), über die NPEA Emsland in Haselünne (30/2023), über die NS-Frauenschaft und das Deutsche Frauenwerk in der Grafschaft Bentheim (30/2023) und über die Bombardierung des Lagers Aschendorfermoor durch Briten am Kriegsende (30/2023).
Seit dem Band 6 (1997) erscheinen in jedem Band die Resultate des Projekts „Biographien zur Geschichte des Emslands und der Grafschaft Bentheim“, bis zum aktuellen Band 30 (2023) waren es bereits über 200 Lebensläufe. Eine weitere Konstante der Reihe ist die Vorstellung regionaler Museen und der Abdruck und die Fortschreibung des 1923 von Alexander Geppert veröffentlichten Büchleins „Emsländische Burgenfahrt“. Darin werden Burgen und Herrensitze des Emslandes mit ihrer Geschichte vorgestellt. Mit dem Band 25 startete der Abdruck einer auf mehrere Jahre angelegte Untersuchung über die Zentrumspartei in der gesamten damaligen preußischen Provinz Hannover während der Weimarer Republik.
Seit dem Band 14 finden in der Reihe Beiträge aus dem Bereich „Natur und Umwelt“ Aufnahme, wobei größtenteils eine historische Verankerung zu beobachten ist. Viele bislang veröffentlichte Artikel widmen sich der regional noch verhältnismäßig wenig untersuchten NS-Zeit. Neben der biographischen Erschließung der Region ist die Zeitschrift bekannt für ihre Erforschung der NS-Zeit, des Ersten und Zweiten Weltkriegs sowie der regionalen Parteien- und Kirchengeschichte.

## Die Mitarbeiter
Regelmäßige Mitarbeiter der Reihe sind (oder waren) neben den Mitgliedern der Studiengesellschaft – besonders Helmut Lensing, Christof Haverkamp, Horst Heinrich Bechtluft, Heinz Kleene, Paul Thoben, Gregor G. Santel, Hans Joachim Albers oder Franz Josef Buchholz – bekannte Autoren aus der Region wie Tobias Böckermann, Andreas Schüring, Manfred Fickers, Ulrich Adolf, Bernhard Fritze, Gerhard Plasger, Erich Gövert, Werner Straukamp oder Gerd Harpel. Ferner publizierten in der Reihe renommierte Historiker wie Ger van Roon und Zeno Kolks aus den Niederlanden, Maria Anna Zumholz, Michael Hirschfeld, Klemens-August Recker, Christoph A. Rass, Eugen Kotte, Alwin Hanschmidt und Matthias Gatzemeier.